# آبل والدز
آبل والدز (انگلیسی: Abel Valdez؛ زادهٔ ۲۵ نوامبر ۱۹۸۷) بازیکن فوتبال اهل آرژانتین است.
از باشگاه‌هایی که در آن بازی کرده‌است می‌توان به باشگاه فوتبال آسترا جورجو اشاره کرد.